# نهر تونتوتا
نهر تونتوتا هو نهر في كاليدونيا الجديدة (مجموعة جزر في المحيط الهادئ تتبع إداريا إلى فرنسا). تبلغ مساحته 476 كيلومترًا مربعًا.

## شاهد أيضا
- قائمة أنهار كاليدونيا الجديدة